# Прыжки в воду на Играх доброй воли 1986
Соревнования по прыжкам в воду в рамках Игр доброй воли 1986 года прошли в Москве с 10 по 13 июля в бассейне «Олимпийский».

## Медалисты

### Мужчины
| Дисциплина          | Золото                 | Серебро             | Бронза             |
| ------------------- | ---------------------- | ------------------- | ------------------ |
| 3-метровый трамплин | Николай Дрожжин · СССР | Кент Фергюсон · США | Ли Делианг · Китай |
| 10-метровая вышка   | Сергей Гурылёв · СССР  | Дэн Уотсон · США    | Гао Фенг · Китай   |

### Женщины
| Дисциплина          | Золото                   | Серебро              | Бронза                    |
| ------------------- | ------------------------ | -------------------- | ------------------------- |
| 3-метровый трамплин | Брита Бальдус · ГДР      | Ли Янгинг · Китай    | Жанна Цирюльникова · СССР |
| 10-метровая вышка   | Анжела Стасюлевич · СССР | Ольга Блинова · СССР | Мишель Митчел · США       |